# Gare de Bretteville - Norrey
La gare de Bretteville - Norrey est une gare ferroviaire française de la ligne de Mantes-la-Jolie à Cherbourg, située à Norrey-en-Bessin, sur le territoire de la commune de Saint-Manvieu-Norrey, à proximité de Bretteville-l'Orgueilleuse, dans le département du Calvados, en région Normandie.
Elle est mise en service en 1858 par la Compagnie des chemins de fer de l'Ouest. C'est une halte voyageurs de la Société nationale des chemins de fer français (SNCF) desservie par des trains régionaux TER Normandie.

## Situation ferroviaire
Établie à 63 mètres d'altitude, la gare de Bretteville - Norrey est située au point kilométrique (PK) 252,193 de la ligne de Mantes-la-Jolie à Cherbourg, entre les gares ouvertes de Caen et d'Audrieu.

## Histoire
La gare de Bretteville - Norrey est mise en service le 17 juillet 1858, par la Compagnie des chemins de fer de l'Ouest, lorsqu'elle ouvre à l'exploitation la section de Caen à Cherbourg. La gare est établie à mi distance du centre des communes de Bretteville et de Norey.
Le 16 novembre 2011, est inaugurée la halte voyageurs rénovée. Elle est la 26e gare TER rénovée par la région Basse-Normandie, qui a financé la moitié des 314 700 euros nécessaires.

## Fréquentation
De 2015 à 2023, selon les estimations de la SNCF, la fréquentation annuelle de la gare s'élève aux nombres indiqués dans le tableau ci-dessous.
| Année     | 2015   | 2016   | 2017   | 2018   | 2019   | 2020   | 2021   | 2022   | 2023   |
| --------- | ------ | ------ | ------ | ------ | ------ | ------ | ------ | ------ | ------ |
| Voyageurs | 19 555 | 20 034 | 22 059 | 19 515 | 26 421 | 21 779 | 23 882 | 21 815 | 20 960 |

## Service des voyageurs

### Accueil
Halte SNCF, c'est un point d'arrêt non géré (PANG) à entrée libre.

### Desserte
Bretteville - Norrey est desservie par les trains régionaux TER Normandie des relations : Cherbourg - Lisieux et Lison - Caen.

### Intermodalité
Un parc pour les vélos et un parking pour les véhicules y sont aménagés.